# Atomix
Atomix je 2D videohra z roku 1990, vytvořená Softtouch a vydaná Thalion Software.
Cílem hry je složit molekuly z jednotlivých atomů jejich posunováním po bludišti v daném časovém limitu. Obrazovka obsahuje malá okna s obrázkem, jak má složená molekula vypadat. Hrací plocha se skládá z atomů a překážek. Pohybovat atomy po bludišti lze jejich vybráním a pohybem nahoru, dolů, doleva nebo doprava. Pointou je, že pohybující se atom se nezastaví dřív, než narazí na zeď nebo jiný atom. Protože není možné zastavit atom uprostřed pohybu, je nutné dobře plánovat, jak dát molekulu dohromady.

## Úrovně
Na první úrovni se skládá voda (H2O) se třemi atomy vodorovně. Druhý je methan (CH4) křížem. Na dalších úrovních vzrůstají velikosti a složitosti molekul, mnohdy i s diagonálními spojeními, která je těžší vytvořit. Pokud hráči dojde čas (kromě bonusové úrovně), hra končí, pokud si hráč nekoupil kredit navíc ze svého skóre. Hra má 30 úrovní, jež jsou pojmenovány podle organických sloučenin.
Zhruba po každých pěti úrovních je bonusová, v níž jsou místo atomů Erlenmeyerovy baňky. Baňky jsou vyplněny různým množstvím tekutiny a mají se umístit podle předepsaného vzoru.

## Verze pro Sinclair ZX Spectrum
Hra existuje také ve verzi pro počítače Sinclair ZX Spectrum a kompatibilní (například Didaktik), jejím autorem je Patrik Rak. Vydavatelem této verze byla společnost Proxima - Software v. o. s., hra byla vydána v roce 1991 jako součást souboru her Letris. Ve stejném roce ji také vydala společnost Ultrasoft. Pro ZX Spectrum také existuje pokračování této hry nazvané Hexagonia, které obsahuje složitější molekuly.